# Tatoul de Marach
Tatoul de Marach ou Tatoul Marachetsi (en arménien Թաթուլ Մարաշեցի) est un seigneur arménien d'Euphratèse. Ancien lieutenant de Philaretos Brakhamios, il dirige de 1097 à 1104 une principauté centrée sur Marach, en relation mal définie avec les Byzantins.

## Biographie
On ne connaît pas les origines exactes de Tatoul. Cet Arménien chalcédonien est peut-être un ancien officier byzantin, lieutenant de Philaretos Brakhamios.
Après la mort de celui-ci dans les années 1080, Tatoul prend la ville de Marach à ses fils et en fait une principauté qu'il gouverne à partir de 1097, semble-t-il en tant que duc byzantin.
Il a laissé un sceau sur lequel il arbore les titres byzantins d'« archon ton archonton » et de « protonobelissimos », mais il n'est pas certain qu'il soit à la tête de troupes byzantines, ni même qu'il gouverne au nom de l'empereur ; portant peut-être ces titres afin de renforcer sa position, il pourrait être un prince arménien autonome allié aux Byzantins, qualifié d'« Ichkhan Ichkhanats » (« prince des princes ») par le chroniqueur arménien contemporain Mattéos Ourhayetsi.
Tatoul cède ses territoires en 1104 ou 1105/1106 (selon Mattéos Ourhayetsi) à Josselin de Courtenay. Son sort ultérieur n'est pas connu.